# ダニエル・モレロン
ダニエル・モレロン（Daniel Morelon、1944年7月24日 - ）は、フランス・ブール＝カン＝ブレスの元自転車競技選手であり、元フランス自転車ナショナルチームのコーチであった。また、レジオンドヌール勲章を受章している。

## アマチュア選手時代の実績
1964年の東京オリンピック、スクラッチ（現在のスプリント。以下スプリントと表記。）種目で銅メダル。さらにスプリントでは、1968年のメキシコオリンピックでは決勝でジョルダーノ・トリニー（イタリア）を、1972年のミュンヘンオリンピックでは決勝でジョン・ニコルソン（オーストラリア）を破って金メダル獲得した。1976年のモントリオールオリンピックでは決勝でアントン・トカシュ（チェコスロバキア）に敗れて銀メダル。
またメキシコオリンピックでは、ピエール・トランタンと組んで、タンデムスプリントでも金メダルに輝いている。
世界自転車選手権アマチュア部門のスプリント種目では、1966、1967、1969、1970、1971、1973、1975年と計7回優勝。また、1966年にはトランタンと組んで同大会のタンデムスプリントでも優勝を果たしたが、同大会同種目の初代王者である。
他にもグランプリ・ド・パリなど多数のタイトルを獲得。1977年に現役を引退。翌年より、フランスナショナルチームのコーチに就任する。
ところでモレロンはオリンピック開催年である、1968年・1972年の世界自転車選手権に参加しておらず、世界選に参加した年だけを見てみると都合6連覇。そしてオリンピックを含めると世界大会では何と8年連続優勝を果たした。
この記録は中野浩一の世界選手権プロ・スプリント10連覇に匹敵するものであり、後にモレロン対中野という、「夢の対決」が実現することになる。

## プロ選手として現役復帰
第一線を退いたモレロンに再度現役復帰の白羽の矢が立った。それは、1980年の世界自転車選手権が地元フランスのブザンソンで開催されることが決まっていたが、プロスプリント3連覇中の中野浩一を倒せるのは、モレロンしかいないと目されたからであり、モレロンもフランス自転車界のたっての希望を受け入れ、プロ選手として36歳で現役復帰を果たすことになった。また、中野には度々臨時コーチとして日本へ行った際にも指導を行っており、手の内を知り尽くしていたことにも起因していた。
プロ選手として地元の世界選に挑んだモレロンは、まず、この大会から世界自転車選手権の正式種目となったケイリンで銀メダルを獲得するという上々の成績を収め、ついにその後行われたスプリント準決勝で、中野と対戦することになった。
中野はレース前、一度第一線を退いたモレロンを完膚なきまでに叩きのめさねばならないという思いで挑んだという。結果は中野の圧倒的なパワーの前にモレロンは完敗した。3位決定戦にこそ勝ち銅メダルを獲得したものの、これ以上プロとして現役を続けていても中野がいる以上、絶対に今後、彼には勝てないという思いから、大会終了後に現役引退を表明した。
ちなみに、この大会の同種目はもちろん中野が優勝。そして中野は後に、同種目10連覇の偉業を達成することになる。またモレロンをこの大会で破ったことに敬意を表し、以後中野はフランス国内ではムッシュと呼ばれるようになった。

## コーチ時代
再びコーチ業に専念することになったモレロンは、ヤーベ・カールやフィリップ・ベルネといった選手をコーチし、自ら育てた「教え子」に打倒、中野を託したが、中野はことごとくこれらの選手を打ち破った。
1990年、フランス首席コーチ（トラックレース短距離部門）に就任。指導した選手が1996年のアトランタオリンピック、2000年のシドニーオリンピックの女子スプリント金メダリストとなった他、1995年から1999年まで世界自転車選手権の500メートル・スプリントの二冠を達成したフェリシア・バランジェの他、多くのオリンピック、世界自転車選手権メダリストを輩出した。